# 캐리야! 학교가자
《캐리야! 학교 가자》는 캐리소프트가 제작한 대한민국의 애니메이션으로, 2024년 5월 4일부터 11월 23일까지 KBS 1TV에서 종료했다.

## 방영 일시
| 방송 채널 | 방송일                     | 방송 시간 |
| --------- | -------------------------- | --------- |
| KBS 1TV   | 2024년 5월 4일 ~ 11월 23일 | 종료      |

## 등장 인물
- 캐리
- 캐리 아빠
- 캐리 엄마
- 엘리
- 엘리 아빠
- 엘리 엄마
- 대니 아빠
- 대니 엄마
- 이든 아빠
- 케빈
- 콜라
- 대니
- 더기
- 이든
- 앙리
- 줄리
- 루시
- 모모
- 스텔라
- 타미
- 유니
- 와쿠
- 꽈사장
- 마린들
- 폴리 경찰관
- 다나 선생님
- 교장선생님
- 토미 선생님

## 목소리 출연
- 최하리: 캐리, 줄리, 스텔라
- 엄상현: 콜라, 더기
- 이다은: 엘리, 대니, 캐리 엄마
- 이창민: 와쿠, 꽈사장, 앙리, 캐리 아빠
- 원옥화: 케빈, 이든, 블루, 다나, 파니
- 김지정: 타미, 유니, 교장

## OST
- 슈퍼걸스 - 오프닝
- 김초연 - 엔딩

## 제작진
- 캐리소프트 - 기획 / 제작
- 박창신 - 제작자
- 권원숙 - 기획 및 제작 총괄(총감독)
- 손수희(1~16화), 이태헌(17~26화)(책임) 이순주(1~26화)(연출) - KBS 프로듀서
- 이민규(책임) 김민선 - 프로듀서
- 조수호 권준희 - 연출 감독 / 편집
- 김본부 간보미 - 각본(시나리오)
- 캐리소프트 디자인연구소 - 캐릭터디자인 / 미술
- 임은경 박정훈 김정현 박우기 김유림 - 스토리보드
- 백승환 윤여경 박재희 - 컨셉아트
- 김병훈 - 언리얼/FX
- 이지훈 정인욱 윤성민 안채원 류단비 - 모델링/텍스처
- 안영민 - 리깅
- 권준희 이정두 한슬기 정윤교 한연수 이찬용 Fergus Holmes 박강호 이시온 한창윤 황수현 - 애니메이션
- 권준희 정윤교 한슬기 이찬용 - 모션캡처
- 이다연 황윤희 - 모션액터
- 김인철 방현진 차명곤 곽민경 - 라이팅/렌더링/합성
- 이주환 - 엔딩크레딧 모션그래픽
- 김가은 - 사운드
- 김연주 김지혜 배원영 - 디자인
- 석진욱 조아라 - 안무 감독
- 박현중 - 음악 감독
- 상상방 - 제작 협력
- 김연재(KBS미디어) - 홈페이지 제작
- 유운모, 이수은 - 종합편집
- 황은서 - 자막디자인
- 차한결 - KBS 조연출
- KBS - 기획
- 캐리소프트 - 제작
- 저작권 - 2024 CARRIE All rights reserved.

## 방영 목록
| 화차       | 주제                       | 방송 일자        |
| ---------- | -------------------------- | ---------------- |
| 1화        | 들키면 안 돼               | 2024년 5월 4일   |
| 2화        | 마네킹 미남                | 2024년 5월 11일  |
| 3화        | 수상한 카페 오픈           | 2024년 5월 18일  |
| 4화        | 나만 모르는 비밀           | 2024년 5월 25일  |
| 5화        | 배터리가 부족해            | 2024년 6월 1일   |
| 6화        | 스트리트 스쿨 파이터       | 2024년 6월 8일   |
| 7화        | 저 인형이 살아있는 거 같아 | 2024년 6월 15일  |
| 8화        | 소다 스쿨 낙서 사건        | 2024년 6월 22일  |
| 9화        | 낙서 사건의 범인은?        | 2024년 6월 29일  |
| 10화       | 자전거 나도 탈 수 있어!    | 2024년 7월 6일   |
| 11화       | 내가 할래, 체육부장        | 2024년 7월 13일  |
| 12화       | 폭풍의 전학생              | 2024년 7월 20일  |
| 13화       | 부모님 참여수업            | 2024년 8월 17일  |
| 14화       | 마음을 전하는 방법         | 2024년 8월 24일  |
| 15화       | 대결이 체질                | 2024년 8월 31일  |
| 16화       | 우당탕탕 생일파티          | 2024년 9월 7일   |
| 17화       | 나, 갈 거야                | 2024년 9월 21일  |
| 18화       | 나, 돌아갈 거야            | 2024년 9월 28일  |
| 19화       | 교과서가 사라졌다고?       | 2024년 10월 5일  |
| 20화       | 별빛 탐정단: 도둑을 잡아라 | 2024년 10월 12일 |
| 21화       | 엄마의 마음                | 2024년 10월 19일 |
| 22화       | 숨겨진 히어로              | 2024년 10월 26일 |
| 23화       | 지갑 주인을 찾아라         | 2024년 11월 2일  |
| 24화       | 꿈은 이루어진다            | 2024년 11월 9일  |
| 25화       | 말할 수 없는 비밀          | 2024년 11월 16일 |
| 최종화(26) | 결혼기념일 이벤트          | 2024년 11월 23일 |

## 결방 및 편성안내
- 2024년 7월 27일 ~ 8월 10일: 2024 파리 올림픽 중계방송으로 인해 결방되었다.
- 2024년 9월 14일: 추석 연휴의 관계로 인해 결방되었다.